# Bernardyn z Bydgoszczy
Bernardyn z Bydgoszczy (ur. ?  w Bydgoszczy, zm. 1630 w Skępem) – bernardyn, autor dysertacji teologicznej.
Daty jego urodzenia i wstąpienia do zakonu nie są znane. W 1608 uczył się teologii w konwencie krakowskim pod kierunkiem teologa Piotra z Poznania. Napisał wtedy rozprawkę teologiczną do dysputy podczas kapituły zakonnej w Krakowie. Następnie wyjechał na studia do Rzymu.
W latach 1614–1617 był lektorem na studium wileńskim. W 1617 i 1622 występował jako członek zarządu zakonnej prowincji. Po podziale tej prowincji w 1628 opowiedział się za Prowincją Wielkopolską. Wybrano go do jej zarządu. Zmarł w Skępem w 1630.